# Franc Zagožen
Franc Zagožen, slovenski agronom, profesor, genetik, kmet, poslanec in politik,  * 3. december 1942, Volog v Zadrečki dolini, † 23. februar 2014.

## Življenjepis
Po osnovni šoli v Šmartnem in Gornjem Gradu (1949–1957) je obiskoval srednjo kmetijsko šolo v Mariboru (1957–1961) ter nato študiral agronomijo na BF v Ljubljani. Diplomiral je 1967 na ljubljanski BF in 1969 doktoriral na univerzi v Göttingenu. Istega leta se je zaposlil na BF v Ljubljani, kjer je bil 1988 izvoljen za rednega profesorja. V raziskovalnem delu se je ukvarjal s teorijo selekcije in populacijske genetike ter o tem objavil preko 80 znanstvenih in strokovnih člankov v domači in tuji strokovni literaturi. Zaslužen je za razvoj ovčjereje. Pozneje se je kritično posvečal strateškim razvojnim vprašanjem slovenskega kmetijstva. Za svoje dosežke je 1990 prejel Jesenkovo priznanje.
Leta 1988 je bil soustanovitelj Zveze kmečke mladine in Slovenske kmečke zveze. Na volitvah v družbenopolitični zbor 8. aprila 1990 je kandidiral na listi Slovenske kmečke zveze ter bil tudi izvoljen v Skupščino Republike Slovenije. tekom mandata je vodil Demosov poslanski klub.
Leta 1992 je bil izvoljen v 1. državni zbor Republike Slovenije; v tem mandatu je bil član naslednjih delovnih teles:
- Odbor za finance in kreditno-monetarno politiko (podpredsednik; 23. december 1993–29. junij 1994),
- Komisija za evropske zadeve,
- Komisija za poslovnik,
- Odbor za kmetijstvo in gozdarstvo,
- Odbor za znanost, tehnologijo in razvoj in
- Odbor za nadzor proračuna in drugih javnih financ (od 25. maja 1995).

Od 1992 je vodil glavni odbor SLS in njen poslanski klub (tega tudi po volitvah 1996). Po združitvi SKD in SLS spomladi 2000 v novo stranko SLS+SKD Slovenska ljudska stranka je bil eno leto njen predsednik.